# Saskatchewan River
Der Saskatchewan River (frz.: Rivière Saskatchewan) ist ein 547 km langer Strom in Kanada, der grob in östlicher Richtung durch die Provinzen Saskatchewan und Manitoba fließt und schließlich im Süden Manitobas in den Winnipegsee mündet.

## Verlauf
Der Saskatchewan River entsteht im Herzen der gleichnamigen Provinz etwa 40 km östlich der Stadt Prince Albert, an den Saskatchewan River Forks, durch die Vereinigung der beiden Flüsse North Saskatchewan River und South Saskatchewan River, die wiederum durch die Gletscher der Rocky Mountains in der Provinz Alberta gespeist werden. Der Nord- und der Südarm besitzen ihrerseits wieder diverse bedeutende Zuflüsse (u. a. den Bow River), so dass sich für das Flusssystem des Saskatchewan eine Gesamtlänge von etwa 1939 km ergibt, wenn man die Distanz von der Mündung bis zur am weitesten davon entfernt liegenden Quelle betrachtet. Dementsprechend entwässert er ein riesiges Einzugsgebiet, das weite Teile der zentralkanadischen Prärieprovinzen umfasst und bis in den US-Bundesstaat Montana hineinreicht.
Im Osten von Saskatchewan bis zu seiner Mündung bildet der Saskatchewan River das so genannte Saskatchewan River Delta aus, ein alluviales Flussdelta, in welchem er eine Vielzahl von Kanälen und Altarmen ausbildet und welches durch Sumpfgebiete und zahlreiche Seen charakterisiert ist. Hier münden die Nebenflüsse Torch River, Mossy River, Grassberry River, Sturgeon-weir River, Carrot River und Pasquia River in den Saskatchewan River.

## Wasserkraftwerke
Das Nipawin-Wasserkraftwerk staut den Saskatchewan River zum Codette Lake auf.
Es wurde 1985–86 fertiggestellt und besitzt drei 85-MW-Turbinen. Es wird von SaskPower betrieben.
Das 1963–1966 erbaute Wasserkraftwerk E.B. Campbell staut den Fluss zum Tobin Lake auf. Es wird ebenfalls von SaskPower betrieben
und hat 8 Turbinen mit einer Gesamtleistung von 288 MW.
Das Wasserkraftwerk Grand Rapids befindet sich an der Mündung des Saskatchewan River in den Winnipegsee. Es wurde 1960–1968 erbaut. Vier Turbinen nutzen eine maximale Fallhöhe von 36,6 m aus und leisten zusammen 479 MW. Das Kraftwerk wird von Manitoba Hydro betrieben. Zwischen 1995 und 2000 wurde es erneuert. Durch den Aufstau des Flusses wurde auch der Wasserspiegel des Cedar Lake um 3,5 m angehoben.

## Handelsroute
Lange Zeit war der Fluss eine wichtige Handelsroute. Neben den First Nations nutzten auch die Pelzhändler der North West Company wie auch der Hudson’s Bay Company (HBC) den Fluss. Zwischen den 1820er und 1840er Jahren folgte der York Factory Express, eine Fernhandelsroute der HBC zwischen der York Factory an der Hudson Bay und dem Fort Vancouver im Columbia District, dem Flusslauf.